# Perfume: Complete Best
A Perfume: Complete Best (vagy Perfume ~Complete Best~) a japán Perfume technopop együttes első válogatásalbuma, amely 2006. augusztus 2-án jelent meg korlátozott példányszámban; a rendes kiadás 2007. február 14-én látott napvilágot.

## Számok listája

### CD
1. Perfect Star Perfect Style (パーフェクトスター・パーフェクトスタイル?) – 4:18
2. Linear Motor Girl (リニアモーターガール?) – 4:07
3. Computer City (コンピューターシティ?) – 4:45
4. Electro World (エレクトロ・ワールド?) – 4:21
5. Inrjoku (引力?) – 3:35
6. Monochrome Effect (モノクロームエフェクト?) – 4:17
7. Vitamin Drop (ビタミンドロップ?) – 4:55
8. Sweet Donuts (スウィートドーナッツ?) – 2:57
9. Foundation (ファンデーション?) – 3:57
10. Computer Driving (コンピュータードライビング?) – 4:26
11. Perfume – 5:15
12. Wonder2 – 3:49

### DVD

#### Regular Edition
1. Linear Motor Girl – 4:31
2. Computer City – 3:43
3. Electro World – 4:06
4. Vitamin Drop – 4:01

#### Limited Edition
1. Linear Motor Girl – 4:31
2. Computer City – 3:43
3. Electro World – 4:06
4. Monochrome Effect – 4:29

## Fordítás
- Ez a szócikk részben vagy egészben a Perfume: Complete Best című angol Wikipédia-szócikk ezen változatának fordításán alapul.  Az eredeti cikk szerkesztőit annak laptörténete sorolja fel. Ez a jelzés csupán a megfogalmazás eredetét és a szerzői jogokat jelzi, nem szolgál a cikkben szereplő információk forrásmegjelöléseként.